# Wilhelm Dilthey

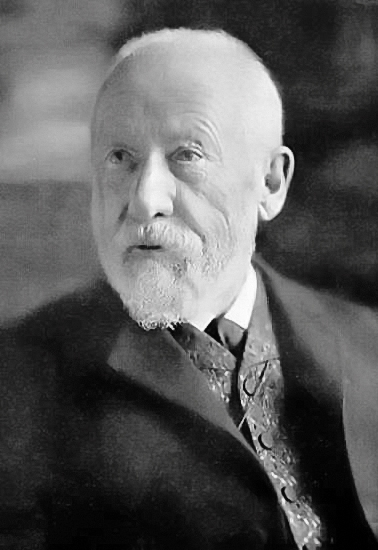
Wilhelm Dilthey

Wilhelm Dilthey (Wiesbaden nel sobborgo di Biebrich, 19 novembre 1833 – Siusi allo Sciliar, 1º ottobre 1911) è stato un filosofo e psicologo tedesco, rappresentante principale di un indirizzo filosofico post-hegeliano della seconda metà del XIX e inizio del XX secolo, che cercò di adoperare le categorie trascendentali di Kant nei campi delle scienze dello spirito, ossia delle scienze umane e umanistiche (Geisteswissenschaften), nonché delle scienze storiche compiendo una «critica della ragione storica», aprendo anche la strada ad una «filosofia delle visioni del mondo» (Weltanschauungsphilosophie), cioè ad una critica storica della ragione.

## Biografia
Figlio di un pastore riformato nel villaggio di Biebrich nel Ducato di Nassau, ora in Assia, studiò teologia all'Università di Heidelberg, dove ebbe tra i suoi insegnanti il giovane Kuno Fischer. Si trasferì poi all'Università di Berlino dove fu istruito, tra gli altri, da Friedrich Adolf Trendelenburg e August Böckh, entrambi ex allievi di Friedrich Schleiermacher.
Nel gennaio 1864 ricevette il dottorato a Berlino con una tesi in latino sull'etica di Schleiermacher, e nel giugno dello stesso anno ottenne anche l'abilitazione con una tesi sulla coscienza morale. Divenne Privatdozent a Berlino nel 1865.
Nel 1859 curò l'edizione delle lettere di Schleiermacher e subito dopo gli fu anche commissionata la stesura di una biografia, il cui primo volume fu infine pubblicato nel 1870. Nel 1867 accettò una cattedra all'Università di Basilea, a cui seguirono incarichi a Kiel (1868–1871) e Breslavia (1871–1883), finché nel 1882 Dilsey ricevette una chiamata a Berlino per succedere al defunto Rudolf Hermann Lotze, dove insegnò dal 1883 al 1908.

## Pensiero e opere
Nella sua prima opera, Introduzione alle scienze dello spirito, delineò le differenze dell'oggetto di indagine delle scienze dello spirito rispetto a quello delle scienze naturali.
Riafferma l'importanza della storicità nella scoperta dell'influenza delle cause sociali sulla formazione dell'uomo e del mondo, e sostiene il primato e l'autonomia dei fatti nella storia.
Diversamente dalle scienze naturali, che tendono a rivelare le uniformità del mondo grazie al loro oggetto che è esterno all'uomo e viene compreso attraverso la spiegazione di un fenomeno, le scienze dello spirito tendono a vedere l'universale nel particolare indagando all'interno dell'uomo, esse comprendono un fenomeno. 
Nell'opera Il contributo allo studio dell'individualità, Dilthey definisce che l'oggetto del comprendere è l'individualità, che viene studiata attraverso l'utilizzo dei tipi e delle loro relazioni interne.

Negli Studi per la fondazione delle scienze dello spirito e nella Costruzione del mondo storico lo stesso Dilthey afferma: 
(Costruzione del mondo storico, p. 191)
I pilastri della ragione storica sono la vita del singolo individuo rapportata con gli altri soggetti, la connessione dinamica o strutturale (istituzioni, civiltà, epoche), l'autocentralità di ogni struttura.
Nell'Essenza della filosofia l'autore sostiene che la filosofia deve affrontare i misteri del mondo e della vita oltreché arrivare a conclusioni universali. La filosofia si può definire una intuizione del mondo, avente alcune basi in comune con l'arte e con la religione; quando la sua validità è universale, allora si può definire metafisica. Tre sono i modelli di intuizione del mondo:
il primo è il realismo, di cui fa parte il positivismo, il secondo è l'idealismo oggettivo, il terzo è l'idealismo della libertà.
La funzione universale della filosofia è quella di fissare la condizione dell'uomo di fronte al mondo e di interpretare le cause delle limitatezze umane.
Le opere e il pensiero dello storico tedesco furono diffuse in Francia dal suo più fedele interprete, il filosofo e storico naturalizzato francese Bernard Groethuysen.

### L'ermeneutica
Dilthey affermò la centralità del processo della  comprensione all'interno delle scienze dello spirito, e fondò questa asserzione su una ontologia della vita, secondo la quale il comprendere non è un comportamento teorico specialistico, ma il rapporto fondamentale che l'uomo intrattiene con sé stesso. Per Dilthey spiegare e comprendere non si differenziano come due metodi diversi per chiarire un oggetto omogeneo, ma sono due diverse direzioni della coscienza che giungono a costituire due differenti categorie di oggetti (agli oggetti dello spiegare corrispondono le scienze empiriche; agli oggetti del comprendere, le scienze storico-sociali).
Il comprendere può essere articolato in una metodologia logico-trascendentale specifica per scopi teorici particolari; più in generale, però, la circolarità della comprensione è il modo in cui la vita si riferisce a sé stessa, impegnando tutte le facoltà dell'animo (intelletto, sentimento e volontà). Dilthey applicò l'ermeneutica metodologica, cercando di provvedere interpretazioni sistematiche e scientifiche situando ogni testo nel suo contesto storico originario.  Questa ricerca storica non porta comunque ad una visione "relativistica", poiché i significati ed i valori che ne emergono vanno a coincidere con l'esperienza spirituale nella sua continuità evolutiva. Dopo Dilthey, la disciplina dell'ermeneutica si è distanziata da questa operazione centrale e fondamentale, estendendosi anche ai multimedia e alle basi dei significati stessi.

## Opere principali
- Über die Einbildungskraft der Dichter, 1878 (aus: Zeitschrift für Völkerpsychologie und Sprachwissenschaft)
- Einleitung in die Geisteswissenschaften, 1883 (Digitalizzazione dell'edizione del 1922)
- Die Entstehung der Hermeneutik, 1900
- Das Erlebnis und die Dichtung, 1906; Kap. Goethe und die dichterische Phantasie
- Der Aufbau der geschichtlichen Welt in den Geisteswissenschaften, 1910
- Das Problem der Religion, 1911
- Die Typen der Weltanschauung und ihre Ausbildung in den Metaphysischen Systemen, 1919
- Jugendgeschichte Hegels und andere Abhandlungen zur Geschichte des deutschen Idealismus (Digitalizzazione)
- Pädagogik. Geschichte und Grundlinie des Systems (Digitalizzazione)
- Studien zur Geschichte des deutschen Geistes. Leibniz und sein Zeitalter, Friedrich der Grosse und die deutsche Aufklärung, das achtzehnte Jahrhundert und die geschichtliche Welt (Digitalizzazione)
- Vom Anfang des geschichtlichen Bewusstseins. Jugendaufsätze und Erinnerungen (Digitalizzazione)
- Zur preussischen Geschichte. Schleiermachers politische Gesinnung und Wirksamkeit (Digitalizzazione)

## Edizioni critiche
- Gesammelte Schriften, Volumi I - XXVI. Dal XV volume a cura di Karlfried Gründer, dal XVIII in collaborazione con Frithjof Rodi, edito da Vandenhoeck & Ruprecht, Göttingen 2006, ISBN 978-3-525-30330-6

1. Band: Einleitung in die Geisteswissenschaften. Versuch einer Grundlegung für das Studium der Gesellschaft und Geschichte
2. Band: Weltanschauung und Analyse des Menschen seit Renaissance und Reformation
3. Band: Studien zur Geschichte des deutschen Geistes. Leibniz und sein Zeitalter. Friedrich der Große und die deutsche Aufklärung. Das achtzehnte Jahrhundert und die geschichtliche Welt
4. Band: Die Jugendgeschichte Hegels und andere Abhandlungen zur Geschichte des Deutschen Idealismus
5. Band: Die geistige Welt. Einleitung in die Philosophie des Lebens. Erste Hälfte: Abhandlung zur Grundlegung der Geisteswissenschaften
6. Band: Die geistige Welt. Einleitung in die Philosophie des Lebens. Zweite Hälfte: Abhandlung zur Poetik, Ethik und Pädagogik
7. Band: Der Aufbau der geschichtlichen Welt in den Geisteswissenschaften
8. Band: Weltanschauungslehre. Abhandlungen zur Philosophie der Philosophie
9. Band: Pädagogik. Geschichte und Grundlinien des Systems
10. Band: System der Ethik
11. Band: Vom Aufgang des geschichtlichen Bewußtseins
12. Band: Zur preussischen Geschichte. Schleiermachers politische Gesinnung und Wirksamkeit. Die Reorganisation des preussischen Staates. Das allgemeine Landrecht
13. Band: Leben Schleiermachers. Erster Band
14. Band: Leben Schleiermachers. Zweiter Band
15. Band: Zur Geistesgeschichte des 19. Jahrhunderts. Portraits und biographische Skizzen. Quellenstudien und Literaturberichte zur Theologie und Philosophie im 19. Jahrhundert
16. Band: Zur Geistesgeschichte des 19. Jahrhunderts. Aufsätze und Rezensionen aus Zeitungen und Zeitschriften 1859–1874
17. Band: Zur Geistesgeschichte des 19. Jahrhunderts. Aus »Westermanns Monatsheften«: Literaturbriefe, Berichte zur Kunstgeschichte, Verstreute Rezensionen 1867–1884
18. Band: Die Wissenschaft vom Menschen, der Gesellschaft und der Geschichte. Vorarbeiten zur Einleitung in die Geisteswissenschaften (1865-1880)
19. Band: Grundlegung der Wissenschaft vom Menschen, der Gesellschaft und der Geschichte. Ausarbeitungen und Entwürfe zum zweiten Band der Einleitung in die Geisteswissenschaften (ca. 1870–1895)
20. Band: Logik und System der philosophischen Wissenschaften. Vorlesungen zur erkenntnistheoretischen Logik und Methodologie (1864-1903)